# Mîhailivka, Dobrovelîcikivka
Mîhailivka (în ucraineană Михайлівка) este un sat în comuna Hnativka din raionul Dobrovelîcikivka, regiunea Kirovohrad, Ucraina.

## Demografie
Componența lingvistică a localității Mîhailivka
     Ucraineană (88,89%)
     Română (7,84%)
     Rusă (1,31%)
     Belarusă (1,31%)
Conform recensământului din 2001, majoritatea populației localității Mîhailivka era vorbitoare de ucraineană (88,89%), existând în minoritate și vorbitori de română (7,84%), rusă (1,31%) și belarusă (1,31%).